# Alt Duvenstedt
Alt Duvenstedt (in danese Gammel Duvensted) è un comune di 1 870 abitanti dello Schleswig-Holstein, in Germania.
Appartiene al circondario (Kreis) di Rendsburg-Eckernförde (targa RD) ed è parte della comunità amministrativa (Amt) di Fockbek.